# Bahnstrecke Günzburg–Mindelheim
| |                                                       |                                  |                                  |
| Streckennummer (DB): | 5351                                                  |                                  |                                  |
| Kursbuchstrecke (DB): | 978 404p (1946)                                       |                                  |                                  |
| Streckenlänge: | 55,119 km                                             |                                  |                                  |
| Spurweite: | 1435 mm (Normalspur)                                  |                                  |                                  |
| Streckenklasse: | Günzburg–Breitenbrunn: CE Breitenbrunn–Mindelheim: C4 |                                  |                                  |
| Maximale Neigung: | 25 ‰                                                  |                                  |                                  |
| Minimaler Radius: | 246 m                                                 |                                  |                                  |
| Streckengeschwindigkeit: | 80 km/h                                               |                                  |                                  |
| Zugbeeinflussung: | PZB                                                   |                                  |                                  |
| |                                                       |                                  |                                  |
| \| \| \| von Augsburg Hbf \| \| \| \| 0,000 \| Günzburg \| 445,7 m \| \| \| \| nach Ulm Hbf \| \| \| \| 0,941 \| Günz (41 m) \| Günz (41 m) \| \| \| 3,340 \| Wasserburg (Günz) \| 453,5 m \| \| \| 5,031 \| Günz (53 m) \| Günz (53 m) \| \| \| \| Anschluss AL-KO Kober \| \| \| \| 6,690 \| Kleinkötz (Anst + Hp) \| 458,6 m \| \| \| 9,340 \| Hochwang \| 465 m \| \| \| 11,504 \| Ichenhausen \| 469,5 m \| \| \| 15,859 \| Ellzee \| 511,1 m \| \| \| 20,634 \| Kammel (21 m) \| Kammel (21 m) \| \| \| 21,451 \| Neuburg (Kammel) \| 486,1 m \| \| \| 22,968 \| Hirschfelden \| Hirschfelden \| \| \| 24,560 \| Billenhausen \| 496,2 m \| \| \| 27,871 \| Krumbach (Schwab) \| 510,5 m \| \| \| 29,300 \| Krumbach (Schwab) Schule \| Krumbach (Schwab) Schule \| \| \| 31,267 \| Niederraunau \| 517,7 m \| \| \| 33,619 \| Aletshausen \| 525,7 m \| \| \| 35,977 \| Haupeltshofen \| 535 m \| \| \| 38,069 \| Loppenhausen \| 539,3 m \| \| \| 41,242 \| Breitenbrunn (Schwab) \| 549 m \| \| \| 43,360 \| Weilbach \| Weilbach \| \| \| \| von Kirchheim (Schwab) \| \| \| \| 45,270 \| Pfaffenhausen \| 561,6 m \| \| \| 47,332 \| Mindel (45 m) \| Mindel (45 m) \| \| \| 48,260 \| Hausen (Schwab) \| 572,9 m \| \| \| 51,294 \| Nassenbeuren \| 588,9 m \| \| \| \| Anschluss Konrad Kleiner \| \| \| \| 53,560 \| Mindelheim Anst Kleiner (Awanst) \| Mindelheim Anst Kleiner (Awanst) \| \| \| \| von Buchloe \| \| \| \| 55,119 \| Mindelheim \| 607,2 m \| \| \| \| nach Memmingen \| \| \| \| \| \| \| \| Quellen: [1][2][3] \| \| \| \| |                                                       |                                  |                                  |
| Strecke |                                                       | von Augsburg Hbf                 | von Augsburg Hbf                 |
| Bahnhof | 0,000                                                 | Günzburg                         | 445,7 m                          |
| Abzweig geradeaus und nach rechts |                                                       | nach Ulm Hbf                     | nach Ulm Hbf                     |
| Brücke über Wasserlauf | 0,941                                                 | Günz (41 m)                      | Günz (41 m)                      |
| Haltepunkt / Haltestelle | 3,340                                                 | Wasserburg (Günz)                | 453,5 m                          |
| Brücke über Wasserlauf | 5,031                                                 | Günz (53 m)                      | Günz (53 m)                      |
| Abzweig geradeaus und von links |                                                       | Anschluss AL-KO Kober            | Anschluss AL-KO Kober            |
| Haltepunkt / Haltestelle | 6,690                                                 | Kleinkötz (Anst + Hp)            | 458,6 m                          |
| Haltepunkt / Haltestelle | 9,340                                                 | Hochwang                         | 465 m                            |
| Bahnhof | 11,504                                                | Ichenhausen                      | 469,5 m                          |
| Haltepunkt / Haltestelle | 15,859                                                | Ellzee                           | 511,1 m                          |
| Brücke über Wasserlauf | 20,634                                                | Kammel (21 m)                    | Kammel (21 m)                    |
| Haltepunkt / Haltestelle | 21,451                                                | Neuburg (Kammel)                 | 486,1 m                          |
| Haltepunkt / Haltestelle | 22,968                                                | Hirschfelden                     | Hirschfelden                     |
| Haltepunkt / Haltestelle | 24,560                                                | Billenhausen                     | 496,2 m                          |
| Bahnhof | 27,871                                                | Krumbach (Schwab)                | 510,5 m                          |
| Haltepunkt / Haltestelle | 29,300                                                | Krumbach (Schwab) Schule         | Krumbach (Schwab) Schule         |
| Haltepunkt / Haltestelle | 31,267                                                | Niederraunau                     | 517,7 m                          |
| Haltepunkt / Haltestelle | 33,619                                                | Aletshausen                      | 525,7 m                          |
| Haltepunkt / Haltestelle | 35,977                                                | Haupeltshofen                    | 535 m                            |
| Haltepunkt / Haltestelle | 38,069                                                | Loppenhausen                     | 539,3 m                          |
| Haltepunkt / Haltestelle | 41,242                                                | Breitenbrunn (Schwab)            | 549 m                            |
| Haltepunkt / Haltestelle | 43,360                                                | Weilbach                         | Weilbach                         |
| Abzweig geradeaus und ehemals von links |                                                       | von Kirchheim (Schwab)           | von Kirchheim (Schwab)           |
| Bahnhof | 45,270                                                | Pfaffenhausen                    | 561,6 m                          |
| Brücke über Wasserlauf | 47,332                                                | Mindel (45 m)                    | Mindel (45 m)                    |
| Haltepunkt / Haltestelle | 48,260                                                | Hausen (Schwab)                  | 572,9 m                          |
| Haltepunkt / Haltestelle | 51,294                                                | Nassenbeuren                     | 588,9 m                          |
| Abzweig geradeaus und von links |                                                       | Anschluss Konrad Kleiner         | Anschluss Konrad Kleiner         |
| Blockstelle | 53,560                                                | Mindelheim Anst Kleiner (Awanst) | Mindelheim Anst Kleiner (Awanst) |
| Abzweig geradeaus und von links |                                                       | von Buchloe                      | von Buchloe                      |
| Bahnhof | 55,119                                                | Mindelheim                       | 607,2 m                          |
| Strecke |                                                       | nach Memmingen                   | nach Memmingen                   |
| |                                                       |                                  |                                  |
| Quellen: |                                                       |                                  |                                  |

Die Bahnstrecke Günzburg–Mindelheim ist eine eingleisige, nicht elektrifizierte Nebenbahn in Bayern. Sie zweigt in Günzburg von der Bahnstrecke Augsburg–Ulm ab und führt über Ichenhausen, Krumbach (Schwaben) und Pfaffenhausen nach Mindelheim, wo sie in die Bahnstrecke Buchloe–Memmingen einmündet. Entsprechend ihrem geographischen Verlauf wird die Strecke auch Kammeltalbahn, Mindeltalbahn oder Mittelschwabenbahn genannt.

## Geschichte
Der Abschnitt Günzburg–Krumbach wurde 1892 eröffnet; es folgte 1909 der Abschnitt Mindelheim–Pfaffenhausen als Zuführung zur gleichzeitig eröffneten Bahnstrecke Pfaffenhausen–Kirchheim, der Lückenschluss von Krumbach nach Pfaffenhausen erfolgte 1910.
Die Strecke Pfaffenhausen–Kirchheim wurde 1966 abgetragen.
Mehrfach war die Bahnstrecke zwischen Günzburg und Mindelheim von der Stilllegung bedroht, was aber immer wieder abgewendet werden konnte. Zwischen 1963 und 1998 war für die Erhaltung der Bahnstrecke ein wichtiger Grund, dass auf dem südlichen Abschnitt zwischen Breitenbrunn und Mindelheim das bei Bedernau geförderte Erdöl in Kesselwagen auf der Schiene abtransportiert werden konnte. Der allgemeine Güterverkehr wurde 1997 eingestellt. Übrig blieben nur bei Bedarf Übergabefahrten zur Ausweichanschlussstelle Kleinkötz Firma ALKO (Hersteller Garten- und Forstgeräte) und zur Ausweichanschlussstelle des Baugroßhandels Kleiner. Durch die Modernisierung der Strecke, Verkürzung der Fahrzeiten und Verbesserung der Anschlüssen an die Hauptbahnen in Günzburg und Mindelheim wurde der Personenverkehr gestärkt. Die Stationen wurden 2013 alle mit digitalen Anzeigetafeln ausgerüstet.
Die Strecke ist mit moderner SZB-Technik vom Typ Alcatel SEL SigL90 ausgestattet. Kreuzungsbahnhöfe befinden sich in Ichenhausen, Krumbach und Pfaffenhausen, (früher auch noch Loppenhausen) und Anschlussstellen befinden sich noch in Kleinkötz und Mindelheim-Kleiner, Krumbach besitzt noch ein Abstellgleis, weitere wurden zurückgebaut. Übrig sind heute noch Reste von Ladegleisen, Anschlüssen und Ausweichen in Ichenhausen, Ellzee, Neuburg, Aletshausen und Nassenbeuren. Der Zugleitbetrieb wird vom Stellwerk Mindelheim gesteuert.
Die Strecke war mit 44 Unfällen an Bahnübergängen im Zeitraum von 2010 bis 2022 eine der beiden Strecken mit den meisten derartigen Ereignissen in Deutschland.
Beim Hochwasser Anfang Juni 2024 wurden Teile der Strecke überflutet und Gleise unterspült. Die gesamte Strecke wurde am 2. Juni gesperrt und am 11. Juni der Verkehr zwischen Krumbach und Mindelheim wieder aufgenommen. Im Abschnitt Günzburg–Krumbach wurde am 10. Juni ein Schienenersatzverkehr aufgenommen. Der Abschnitt Günzburg-Krumbach wurde bis Ende Juli 2024 für die Instandsetzung der Hochwasserschäden gesperrt und war aufgrund planmäßiger Instandsetzungsarbeiten darüber hinaus bis zum 6. September 2024 gesperrt.

## Fahrzeugeinsatz und Verkehr

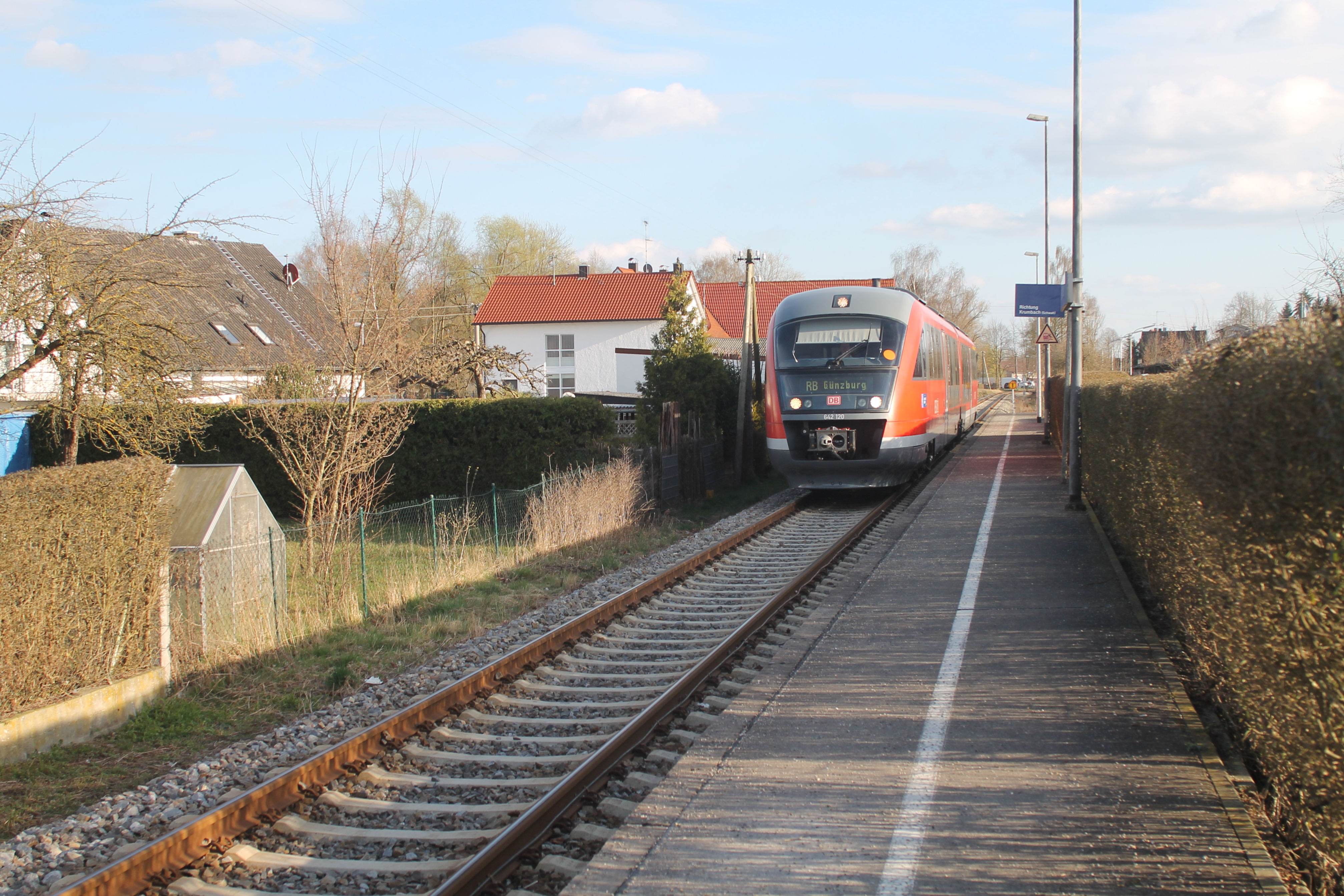
Regionalbahn am Haltepunkt Wasserburg (Günz) (2014)

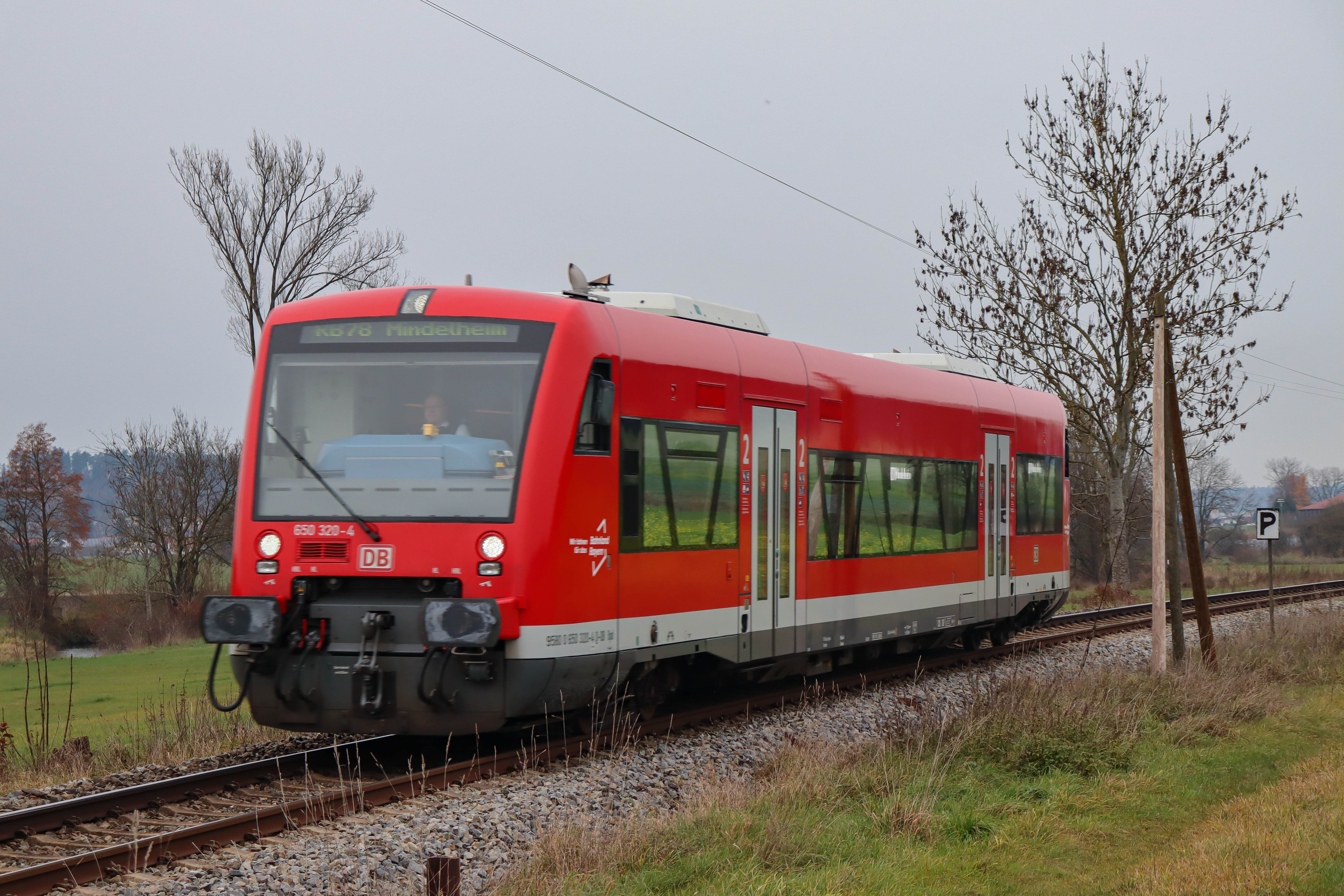
Einer der 9 Züge der Baureihe 650, die auf der Strecke eingesetzt werden.

Die Strecke hatte vor der Einführung eines Zweistundentakts ein geringes Verkehrsaufkommen. In den Nahverkehrszügen zwischen Günzburg und Krumbach bis mindestens 1983 eingereihte dreiachsige Umbauwagen zählten zu den letzten derartigen Einsätzen der Deutschen Bundesbahn.
In den 1980er Jahren setzte die Deutsche Bundesbahn auf der Strecke Akkumulatortriebwagen der Baureihe 515 ein.
Auf der Strecke verkehrten ab Oktober 2001 insgesamt sechs Triebwagen der Baureihe 642 der DB Regio Allgäu-Schwaben aus Augsburg. Im Dezember 2002 wurden die Züge beschleunigt und der Takt verdichtet. Einige Züge waren bis 2023 bis Ulm durchgebunden. Abgestellt werden die Züge über Nacht im Bahnhof Krumbach und im Werk Kempten.
Um den Betrieb zu beschleunigen, wurden alle Zwischenstationen bis auf Ichenhausen, Krumbach, Krumbach Schule (nur in Fahrtrichtung Günzburg) und Pfaffenhausen 2002 zu Bedarfshalten umgewandelt. Die Station Krumbach Schule ist in Fahrtrichtung Mindelheim ein Bedarfshalt, in Fahrtrichtung Günzburg allerdings aufgrund der Bahnübergangstechnik nicht.
Seit Dezember 2016 sind hier neun Fahrzeuge des Typs Regio-Shuttle der Baureihe 650 (319–327) im Einsatz. Sie wurden in den Jahren 2020 und 2021 modernisiert und erhielten unter anderem einen Fahrkartenautomaten im Einstiegsbereich, neue Gepäckablagen im Hochflurbereich und ein modernes Fahrgastinformationssystem. Außerdem wurden die Fahrzeuge mit neuer Lackierung und Piktogrammen versehen.
Seit Dezember 2020 verkehren die Züge als Linie RB 78.
In den vergangenen Jahren kam es wiederholt vor, dass Fahrzeuge der Baureihe 642 aufgrund mangelnder Verfügbarkeit von Fahrzeugen der Baureihe 650 als Ersatz eingesetzt wurden. Seit dem Fahrplanwechsel im Dezember 2024 sind im Betriebswerk Kempten jedoch keine Fahrzeuge der Baureihe 642 mehr stationiert, wodurch der außerplanmäßige Einsatz dieser Fahrzeuge nicht mehr möglich ist.

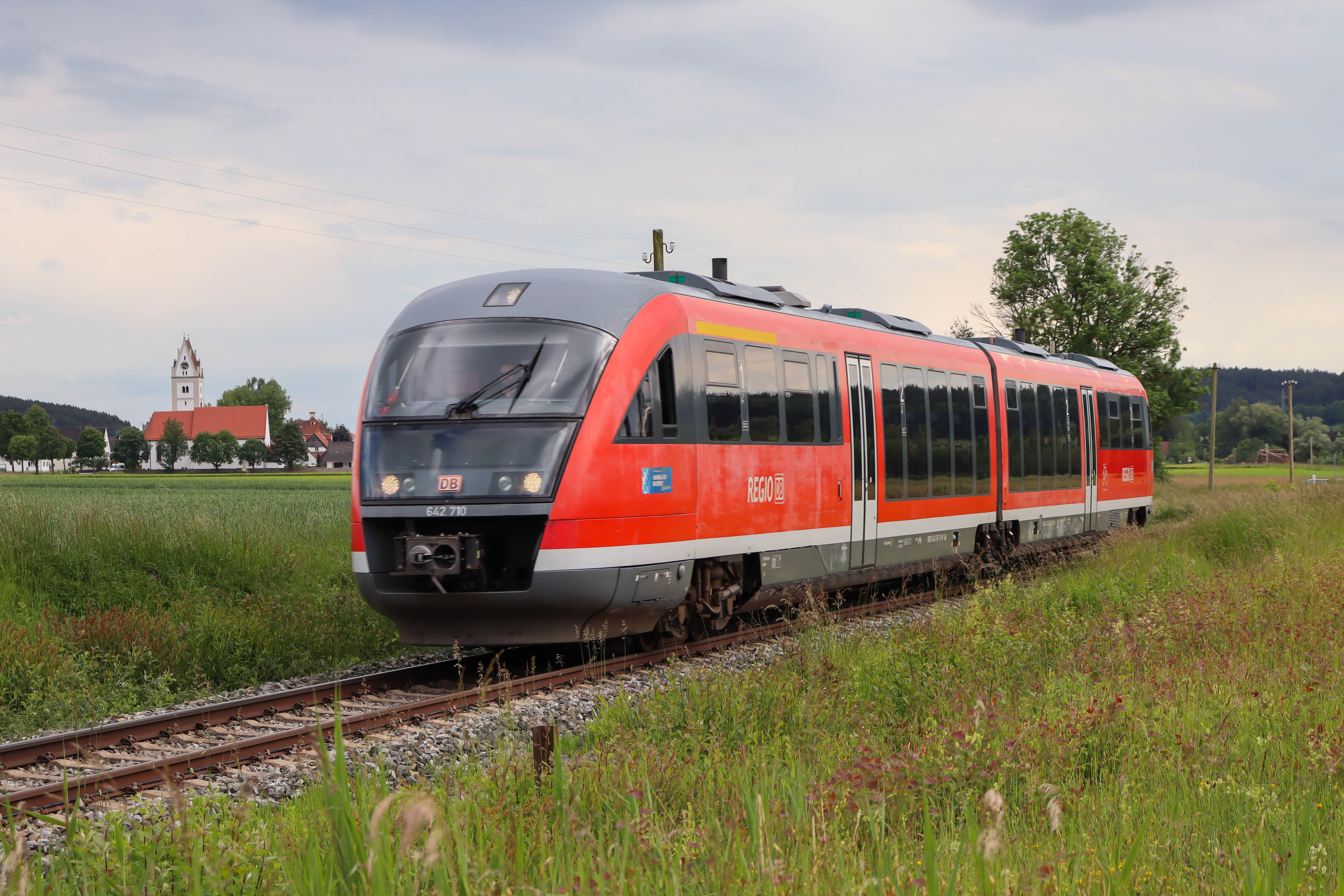
BR 642 als Ersatz für einen Regioshuttle

Die Strecke soll optional in Zukunft als Linie RS 81 in die Regio-S-Bahn Donau-Iller integriert werden. Folgende Schwerpunkte sind als Maßnahmen genannt:
- Bessere Ein- bzw. Durchbindung von Günzburg nach Ulm
- Überprüfung einer Durchbindung von Mindelheim nach Memmingen
- Durchgehender Stundentakt auf der gesamten Strecke auch am Wochenende[13]

Die Mittelschwabenbahn soll bis spätestens Ende 2032 auf batterieelektrischen Betrieb umgestellt werden. Anstelle der bisher eingesetzten Dieseltriebwagen sollen künftig Akku-Züge des Typs "BEMU 55" verkehren. In diesem Zusammenhang ist auch die Elektrifizierung des Krumbacher Bahnhofs als Ladestation vorgesehen.